# Thomas Frieberth
Thomas Frieberth O.Praem, nascut Anton Jakob Frieberth (Wullersdorf, 13 de maig de 1731 - Geras, 2 d'octubre de 1788) fou un compositor i monjo austríac.
Thomas era fill d'un mestre. La seva família era una família de músics. El seu germà gran Josep era mestre de capella al bisbat de Passau, i el seu germà menor Karl fou un tenor i compositor de renom.
Frieberth va escollir la carrera monàstica i va ingressar en 1750 el monestir premonstratensians de Geras. Allí va ser alumne del compositor František Tůma. Dos anys més tard, va pronunciar els seus vots i va triar per nom en religió el de Thomas. El 1757 fou consagrat sacerdot.
A més del seu treball com a compositor, va treballar en 1780 com a capellà de Blumau. Va morir a 57 anys en Geras després d'una forta caiguda. El seu treball consisteix principalment en composicions religioses.